# Neotama cunhabebe
Neotama cunhabebe là một loài nhện trong họ Hersiliidae.
Loài này thuộc chi Neotama. Neotama cunhabebe được miêu tả năm 2004 bởi Rheims & Antonio D. Brescovit.